# Cheilotrichia subnubila
Cheilotrichia subnubila là một loài ruồi trong họ Limoniidae. Chúng phân bố ở miền Cổ bắc.